# Алексєєв Євген Сергійович
Євген Сергійович Алексєєв (30 червня 1985 , Ленінград ), псевдонім Євген Алексєєв — російський піаніст, музикант, композитор.
Лауреат III премії Міжнародного конкурсу «Neue Sterne» у Вернігероді та дипломантом Міжнародного конкурсу «German Piano Open» в Ганновері.

## Біографія

### Ранні роки
Євгеній Алексєєв народився 30 черевня 1985 року в Ленінграді в сім'ї музикантів.
З юності Євгену пощастило займатися із найстарішими представниками Ленінградської фортепіанної школи — М. Р. Фрейндлінг та М. І. Лебедем.
Ази Московської фортепіанної школи Євген освоїв у Петрозаводській державній консерваторії ім. А. К. Глазунова у класі В. І. Архіпова, учня легендарного піаніста та педагога Лева Наумова.
У період навчання у консерваторії Євгеній Алексєєв став призером Міжнародного конкурсу Адилії Алієвої у Франції (2006), був стипендіатом мерії Петрозаводська, виступав із сольними концертами у Петрозаводську та Санкт-Петербурзі, а також виконав Третій Концерт Рахманінова з оркестром консерваторії.

##### Навчання у консерваторіях
З 2010 року Євген Алексєєв проживає у Штутгарті. Тут він навчався і з відзнакою закінчив Вищу школу музики (Musikhochschule) як піаніст (клас професора Ш. Рудяков) та концертмейстер оперного театру (клас професора Б. Епштайна).
Будучи стипендіатом Фонду Єгуді Менухіна, Євген запрошувався для участі у багатьох концертах, організованих фондом у соціальних об'єктах: санаторіях, будинках для людей похилого віку, хоспісах, реабілітаційних центрах для інвалідів по всьому регіону Штутгарта; соло та в ансамблі з різними солістами.
Як класичний піаніст Євген продовжує своє професійне навчання на майстер-класах, зокрема таких знаменитих піаністів як П. Гілілов, В. Бальцані, Л. Моралес, Й. Каплінскі, Ф. Готтліб, А. Мамрієв, Ю. Діденко та інших.

### «Neue Sterne»
У 2016 році Євгеній Алексєєв став лауреатом III премії Міжнародного конкурсу «Neue Sterne» у Вернігероді.

### «German Piano Open»
Також Євген стали дипломантом Міжнародного конкурсу «German Piano Open» у Ганновері. Весною 2017 року на міжнародному конкурсі у Валлетті, Мальта, Євген виграв Спеціальний приз за найкраще виконання творів мальтійських композиторів.

## Концертна діяльність
Євгеній Алексєєв регулярно виступає з концертами в містах Європи, Росії та країнах СНД, у тому числі з оркестрами: Concerto Philharmonika Budapest, Wernigerode Kammerorchester, Nordharzer Städtebundorchester, камерний оркестр «Солисти Узбекистану» (Ташкент) та ін.
Як концертмейстер Євгеній Алексєєв запрошується не лише для супроводу концертних програм із солістами, а й на оперні постановки найбільших театрів Німеччини, таких як Штутгартський оперний театр та Фестшпільхаус Баден-Баден.
Лише за 2018 рік Євгеній Алексєєв зіграв кілька десятків концертів у містах Росії та СНД: Москва, Санкт-Петербург, Мінськ, Казань, Самара, Новосибірськ, Омськ, Єкатеринбург, Челябінськ, Уфа, Харків, Мурманськ, Тюмень, Ярославль.
У період призупинення живих виступів у Європі та Росії (2020—2021), Євген виконав кілька десятків онлайн-концертів, що транслювалися одночасно на кілька платформ (YouTube, Вк, Facebook) та прослуханих десятками тисяч людей по всьому світу.
Тематика та репертуар концертів найрізноманітніші: від посвячень окремим авторам та гуртам (Акваріум, Пікнік, Nautilus Pompilius та ін), до цілих жанрів (музика з кіно, пісні воєнних років, власні імпровізації та ін).

## Творчість
Захоплюючись не лише класичною, а й джазовою, а також рок-музикою, Євгеній Алексєєв активно працює над своїми оригінальними музичними проектами, які здобули йому популярність у просторі «всесвітнього павутиння».
Один із напрямків такої творчості — перекладення («кавери») для фортепіано шлягерів світової рок-музики: від Beatles та Pink Floyd до «Кіно» та «Акваріума».

### Посвячені композиції
За останні три роки Євгеній Алексєєв записав і випустив кілька офіційних студійних альбомів — триб'ютів (присвячень), легендарним музикантам та музичним гуртам:

#### Piano tribute to «Гражданская оборона» (2018)
Перший в історії повністю акустичний триб'ют цієї групи. Альбом вийшов у кількох версіях на CD, аудіокасеті та в цифровому варіанті на всіх онлайн-платформах (Яндекс-музика, Apple Music, Spotify, Google Music).

#### Евгений Алексеев играет Аквариум (2019)
Альбом вийшов у кооперації з Борисом Гребенщиковим. Формат — CD, вінілова платівка, стрімінгові платформи.

#### Piano tribute to «Гражданская оборона 2» (2020)
Друга частина фортепіанного триб'юту Єгору Лєтову та його групі. Альбом вийшов у двох версіях на CD, презентацію цифрової версії на стрімінгових платформах намічено на 2021 рік.
Інший напрямок неакадемічної творчості Євгена — авторські імпровізації, під час якої піаніст «грає» з настроями, пульсаціями та гармоніями, занурюючи публіку на кшталт трансу. Такі виступи проходили, у тому числі, в реабілітаційному центрі для дітей-інвалідів Штутгарті створюючи, за словами співробітників центру, терапевтичний ефект[джерело?]. У кооперації з британським лейблом «Capital Key Music» Євгеній регулярно публікує на всіх онлайн-платформах записи подібних імпровізацій.

#### Inside (2018)
Безперервна імпровізація (46 хвилин), записана з одного дубля в студії звукозапису в Штутгарті, Німеччина. Альбом доступний у форматі CD та на стрімінгових платформах.

#### The Way (2020)
Концептуальний альбом, що складається із п'яти імпровізаційних треків. Альбом записаний у процесі роботи над триб'ют-альбомами.

## Дискографія

### EP
| Назва                              | Деталі                                         |
| ---------------------------------- | ---------------------------------------------- |
| The Way: Meditative Improvisations | - Реліз: 2020 - Лейбл: Discomfort - Формат: CD |

### Студійні альбоми
| Назва                                          | Інформація                                                                     |
| ---------------------------------------------- | ------------------------------------------------------------------------------ |
| Piano tribute to «Гражданская Оборона»         | - Реліз: 31 серпня 2018 - Лейбл: Evgeny Alexeev Records - Формат: Цифрова, CD  |
| Евгений Алексеев играет аквариум               | - Реліз: 23 березня 2020 - Лейбл: Evgeny Alexeev Records - Формат: Цифрова, CD |
| Piano Tribute to «Гражданская Оборона», Vol. 2 | - Реліз: 4 лютого 2022 - Лейбл: MediaCube Music - Формат: Цифрова, CD          |